# كرة القدم النسائية في الإمارات
ازدادت شعبية كرة القدم النسائية في دولة الإمارات العربية المتحدة مع مرور السنوات ومع ذلك فكرة القدم النسائيّة لا زالت منحصرة بشكل رئيسي في المناطق الثريّة. تُحاول الإمارات إشراك لاعبات كرة القدم الإماراتيات في عددٍ من الدول بما في ذلك الولايات المتحدة المتقدمة نوعًا ما مقارنةً بباقي الدول في كرة القدم النسائيّة وذلك في إطارِ التبادل الكروي بين الدوريات من من أجلِ تحسين منتخب الإمارات العربية المتحدة لكرة القدم للسيدات. تنشطُ عددٌ من الفرق النسائيّة الإماراتيّة بما في ذلك نادي أبو ظبي الرياضي للسيدات الذي يُعتبر أول نادي نسائي لكرة القدم في الإمارات، الوحدة أ، دبي أولستار فضلًا عن نادي الوحدة ب بالإضافة لفرق أخرى صغيرة.